# Chuột cống Maclear
Chuột cống Maclear (Rattus macleari) là một loài chuột cống lớn sinh sống ở đảo Christmas, nay đã tuyệt chủng. Trong quá khứ, do có quần thể lớn và dường như có tính dạn người, loài chuột cống Maclear có thể được thấy hiện diện với số lượng cực lớn, bò lúc nhúc khắp nơi trong đêm. Chúng được mô tả là gây ra nhiều tiếng động khó chịu, bò lung tung vào lều trại, nơi ở của những thành viên đoàn thám hiểm hải hành trên tàu Challenger, bò lổm ngổm lên những người đang ngủ và quấy rầy mọi người trong quá trình kiếm ăn. Chuột cống Maclear có thể là một nhân tố kìm hãm số lượng cá thể của loài cua đỏ đảo Christmas, do quần thể loài cua này trong quá khứ thấp hơn hiện tại. Về nguyên nhân tuyệt chủng của chuột cống Maclear, người ta cho rằng khi loài chuột đen tình cờ được đưa lên đảo Christmas bởi đoàn thám hiểm Challenger, bệnh tật mang trong mình của chuột đen (có thể là bệnh do xoắn trùng Trypanosome gây ra) đã lây nhiễm lên quần thể chuột cống Maclear và dần dần gây suy giảm số lượng chuột Maclear. Lần cuối cùng chuột Maclear được nhìn thấy là vào năm 1903, mặc dù có giả thuyết cho rằng chuột Maclear có thể đã lai giống với chuột đen và hình thành quần thể chuột lai. Loài ve Ixodes nitens ký sinh trên chuột cống Maclear cũng được cho là đã tuyệt chủng cùng với loài chuột này.

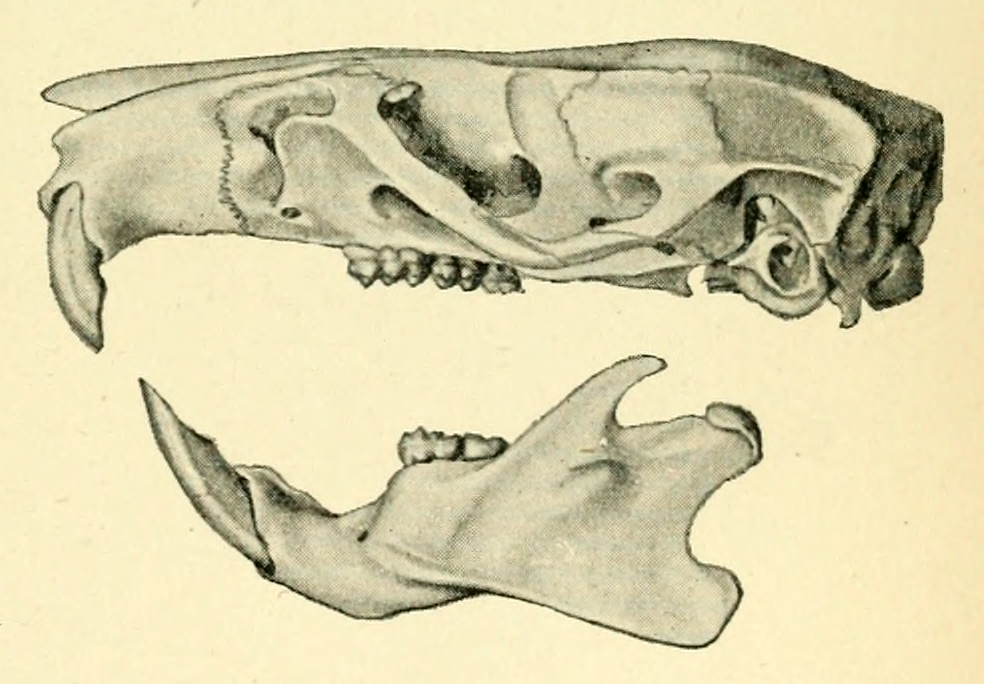
Hộp sọ chuột cống Maclear.

Chuột cống Maclear được cho là có họ hàng gần gũi với chuột cống Rattus xanthourus ở Sulawesi và R. everetti ở Philippines. Chúng có bộ lông màu nâu ở phần lưng và màu nâu nhạt ở bụng. Phần lưng dưới có lông đen, dài có khả năng bảo vệ cho bộ lông ngắn hơn ở phần lưng trên. Nửa phần đuôi ở phía gốc có màu sậm trong khi phần ngọn màu trắng có dạng vảy.
Tên loài chuột này được đặt theo thuyền trưởng John Maclear (1838–1907) của tàu khảo sát "Cá chuồn" (Flying-fish), người chỉ huy đoàn thám hiểm và thu thập mẫu vật trên đảo Christmas vào năm 1886. Loài chuột này được mô tả bởi Oldfield Thomas vào năm sau nhưng ông lại nhầm lẫn nó là một loài chuột nhắt. Maclear về sau là chỉ huy của tàu HMS Challenger thuộc đoàn thám hiểm Challenger hồi năm 1872-76 dưới quyền chỉ huy chung của George Nares.